# Uvarus lanzai
Uvarus lanzai là một loài bọ cánh cứng trong họ Bọ nước. Loài này được Pederzani & Rocchi miêu tả khoa học năm 1982.